# 平古墳群
平古墳群（ひらこふんぐん）は、大阪府富田林市大字喜志にかつて存在した古墳群である。1号墳（前方後方墳）と2号墳（円墳）の2基で構成されていた。平集落の西方、石川流域を見下ろす羽曳野丘陵の支脈東端部に所在した。1970年に大規模な宅地造成（現梅の里）計画が申請されたことに伴う分布調査・試掘調査によって発見され、1972年に記録保存のための発掘調査が実施されたのち、造成工事によって破壊され消滅した。
1号墳・2号墳ともに出土遺物から6世紀後半（古墳時代後期後半）に築造されたと比定されている。1号墳は大阪府下における既知の前方後方墳としては、もっとも時期が下る事例である。府下では前方後方墳の類例が少なく重要な発見と考えられたことから、大阪府立河南高等学校と大阪府立富田林高等学校の考古学クラブを中心に、市民による遺跡保存運動が展開された。

## 1号墳（平1号墳)
前方後方墳であり、標高70メートルの羽曳野丘陵の支脈東端に位置する。後方部を東に向け、石川流域の平野部を眼下に望む。墳丘の全域にわたって地表の流出による変形が著しいが、全長約50メートル、後方部辺約30メートル、前方部長約20メートルと推定される。自然地形を活かして築造されており、盛土による整形はほぼなかったと考えられる。葺石、埴輪列、周溝は確認されていない。試掘調査で前方後方墳である可能性が高いと報告され、翌年に実施された測量調査で前方後方墳であることが追認されている。
埋葬施設は試掘調査で検出されており、墳丘主軸と直交する南北軸の木棺直葬であったことが分かっている。試掘調査担当者の報告によると木棺の大きさは長さ2～3メートル幅0.5メートルとされているが、記録保存のための発掘調査（以下、本調査）が行われる直前に、埋葬施設が存在した後方部墳頂が工事業者によってブルドーザーによる削平をうけて失われてしまったため、詳細は不明である。本調査の際に、墳頂の削平によって生じた排土を調査し、器台や子持高坏をはじめとする多様な須恵器と土師器壺、鉄釘、銅製耳飾が採集されている。試掘調査の時点では外部施設や埋葬施設などから5世紀後半の築造と推定されていたが、本調査で得られた墳頂の遺物は6世紀後半のものであった。墳丘表土から須恵器片・土師器片が出土しているが、古墳築造時のものかどうかは不明である。

## 2号墳（平2号墳）
円墳であり、1号墳から西方約50メートルの同一支脈上に位置する。標高は80メートル前後である。表土の流出による変形は著しいが、直径約20メートルと推定されている。1号墳と同様に、葺石・埴輪列・周溝などの外部施設は認められない。また、明確な盛土も認められず、自然地形を活かして築造されたと考えられている。
埋葬施設は試掘調査で検出されており、南北軸の木棺直葬であったことが分かっている。本調査前にブルドーザーによって墳頂を削平されてしまったため、それ以上の詳細は不明である。墳頂の排土を調査した結果、高坏など若干の須恵器片が採集されている。採集した遺物の時期は6世紀後半があてられる。墳丘の東側斜面で円筒埴輪片が出土しているが、2号墳との関連は不明である。

## 墳丘周辺
1号墳の南側斜面で奈良時代の火葬骨壺が出土している。2号墳東側斜面の円筒埴輪片が出土した地点からは、須恵器甕の破片と隆平永宝と考えられる銅銭片が出土している。骨片などは認められなかったが、1号墳側の火葬骨壺と同様にこの須恵器甕も蔵骨器として用いられた可能性が高い。これらの蔵骨器の存在と銅銭の鋳造年代から、古墳群周辺が平安時代前半まで墓域であったと推測される。

## 発見から破壊までの経過
1970年2月、大阪市内の事業者より大阪府建築部開発指導課に対し、約260,000平方メートルに及ぶ大規模な宅地造成計画が申請された。申請地内には周知の埋蔵文化財包蔵地（遺跡）は存在しなかったが、石川西岸には多数の遺跡が確認されているため、大阪府教育委員会文化財保護課より依頼を受けた北野耕平と中村浩が分布調査を実施した。分布調査によって、9か所で古墳の可能性があるもの、1カ所で弥生時代の集落跡の可能性があるものを確認した。
同年6月、大阪府教育委員会は事業者と富田林市教育委員会に対して、分布調査結果を通知し、試掘調査と保存措置の実施を指導した。一方で、開発指導課は事業者からの申請に対して、遺跡があると確定したわけではないとして、埋蔵文化財が出た場合は大阪府と富田林市の指示に従うことを条件に、造成の許可を下した。
同年9月、文化財保護課は試掘調査を実施し、古墳と思わしき9カ所のうち2カ所について明らかに埋葬施設が存在すること、うち1カ所は府下では珍しい前方後方墳の可能性が高いことが確認された。試掘調査結果に対して、事業者は古墳の存在する場所が雨水調整池の設置予定地であったことに加え、古墳の現状保存を行う場合に砂防地を設ける必要があり8億円の損害が生じるとして、記録保存のための発掘調査を要望した。同月、「富田林の文化財を守る会」で試掘調査の担当者が調査結果を発表した。
同年11月、古墳の発見について新聞報道がなされ、記録保存のための発掘調査を前提とした市教委の対応が批判された。また、府教委の試掘調査の実施が遅れたこと、開発指導課が分布調査結果を知りながら造成許可を出したこと、さらに府教委が直近まで造成許可を知らなかったことに対しても批判された。
市教委の対応は富田林の文化財を守る会との協議のうえ決定されたものであったことから、河南高校考古学クラブは富田林高校考古学クラブと共同で、駅前などで署名活動を行い、複数回にわたって富田林の文化財を守る会へ保存運動を展開することを求めた。また、両校の考古学クラブによって「平古墳を守る会」が結成された。富田林の文化財を守る会に保存運動を拒否されると、同年12月に事業者へ署名を携え陳情を行ったが、話し合いは物別れに終わった。
1971年1月、府教委によって実測調査が実施され、1号墳が前方後方墳であることが追認された。その一方で、事業者側は金利がかさむことや水路などは渇水期に工事を着工する必要があることを理由として、同年2月に起工式を行い古墳を除く開発予定地の工事着工に踏み切った。府教委は調査結果をもとに文化庁と数か月に及ぶ協議を行ったが、文化庁は史跡指定と用地買収という判断には至らず、記録保存のための発掘調査という結論を下し、府教委は同年9月末より発掘調査を実施することとなった。また、この決定を受け古墳の破壊が免れない事態となったことにより、高校生らによる「平古墳を守る会」は保存運動から手をひくことを決めた。